# Demba van Leeuwen
Demba Steven Camara van Leeuwen (Parijs, 19 oktober 2000) is een Malinees-Nederlands voetballer die als aanvaller speelt. Hij debuteerde in 2019 in het Malinees voetbalelftal.

## Carrière
Demba van Leeuwen speelde in de jeugd van AVV Zeeburgia, waar zijn moeder voorzitter is. Sinds 2019 speelt hij voor Jong FC Dordrecht. In 2020 ging hij samen met zijn broer Amadou naar het Cypriotische APE Akrotiriou. In het seizoen 2021/22 speelde hij voor Elia Lythrodonta. In september 2022 ging hij in Spanje voor UD Los Barrios spelen

### Interlandcarrière
Door zijn Malinese vader kwam Van Leeuwen in aanmerking voor een Malinees paspoort. In 2018 debuteerde hij voor het Malinees voetbalelftal onder 20. Op 13 oktober 2019 debuteerde hij voor het Malinees voetbalelftal, in de met 2-1 verloren uitwedstrijd tegen Zuid-Afrika die werd gespeeld om de vriendschappelijke Nelson Mandela Challenge. Hij kwam in de 90e minuut in het veld voor Amadou Haidara.
| Interlands van Demba van Leeuwen voor Mali | Interlands van Demba van Leeuwen voor Mali | Interlands van Demba van Leeuwen voor Mali | Interlands van Demba van Leeuwen voor Mali | Interlands van Demba van Leeuwen voor Mali | Interlands van Demba van Leeuwen voor Mali | Interlands van Demba van Leeuwen voor Mali |
| №                                          | Datum                                      | Wedstrijd                                  | Uitslag                                    | Soort wedstrijd                            | Doelpunten                                 |                                            |
| Als speler bij FC Dordrecht                | Als speler bij FC Dordrecht                | Als speler bij FC Dordrecht                | Als speler bij FC Dordrecht                | Als speler bij FC Dordrecht                | Als speler bij FC Dordrecht                | Als speler bij FC Dordrecht                |
| ------------------------------------------ | ------------------------------------------ | ------------------------------------------ | ------------------------------------------ | ------------------------------------------ | ------------------------------------------ | ------------------------------------------ |
| 1.                                         | 13 oktober 2019                            | Zuid-Afrika – Mali                         | 2 – 1                                      | Nelson Mandela Challenge                   | 0                                          |                                            |